# Renault Kwid
O Kwid é um automóvel hatch subcompacto da Renault, lançado inicialmente na Índia, em 2015. No Brasil, seu lançamento ocorreu em agosto de 2017 e é fabricado em São José dos Pinhais (PR). O veículo tem como principais concorrentes o Volkswagen Up e o Fiat Mobi, dos quais se diferencia pelo design, semelhante a um crossover. A Renault recentemente apresentou seu modelo eletrificado.
No Brasil, o Kwid possui três versões de acabamento, com os seguintes conteúdos (Ano/Modelo 2022):
- Zen: Tem o básico de um carro popular, ar-condicionado, quatro airbags, painel digital com conta-giros, vidros elétricos na frente porém a manivelas atrás e controle de tração de série.
- Intense ou Intense Pack Bitton: Como a versão Zen, mais retrovisores elétricos, faróis de neblina, tela de 8 polegadas para áudio, navegador e câmera de manobras, abertura elétrica do porta-malas, rodas do tipo com calotas (bem similares as rodas de liga da versão Outsider) e chave do tipo canivete dobrável.
- Outsider: A versão topo de linha da gama do Renault Kwid. Tem equipamentos iguais ao da versão intense, apenas apela para o estilo "off-road".

## Segurança
Após o fiasco no Crash Test do GlobalNCAP onde o Kwid produzido na Índia foi reprovado nos três testes realizados, a Renault promoveu uma série de melhorias estruturais no modelo para a América do Sul, o que resultou em um aumento de 140kg. Além disso, o modelo será equipado com airbags frontais e laterais (que contemplam cabeça e tórax em uma única bolsa) em todas as versões, algo inédito no segmento no Brasil. Outras melhorias foram aplicadas, como apoio de cabeça para todos os ocupantes e sistema Isofix para crianças. Após o teste do LatinNCAP, o modelo obteve 3 estrelas, o máximo para modelos sem controle de tração e estabilidade.